# Constantin I. Nottara
Constantin I. Nottara (n. 5 iunie 1859, București, Principatele Unite ale Moldovei și Țării Românești – d. 16 octombrie 1935, București, România) a fost un actor român, una dintre personalitățile cele mai de seamă ale teatrului românesc, tatăl compozitorului Constantin C. Nottara.

## Biografie artistică

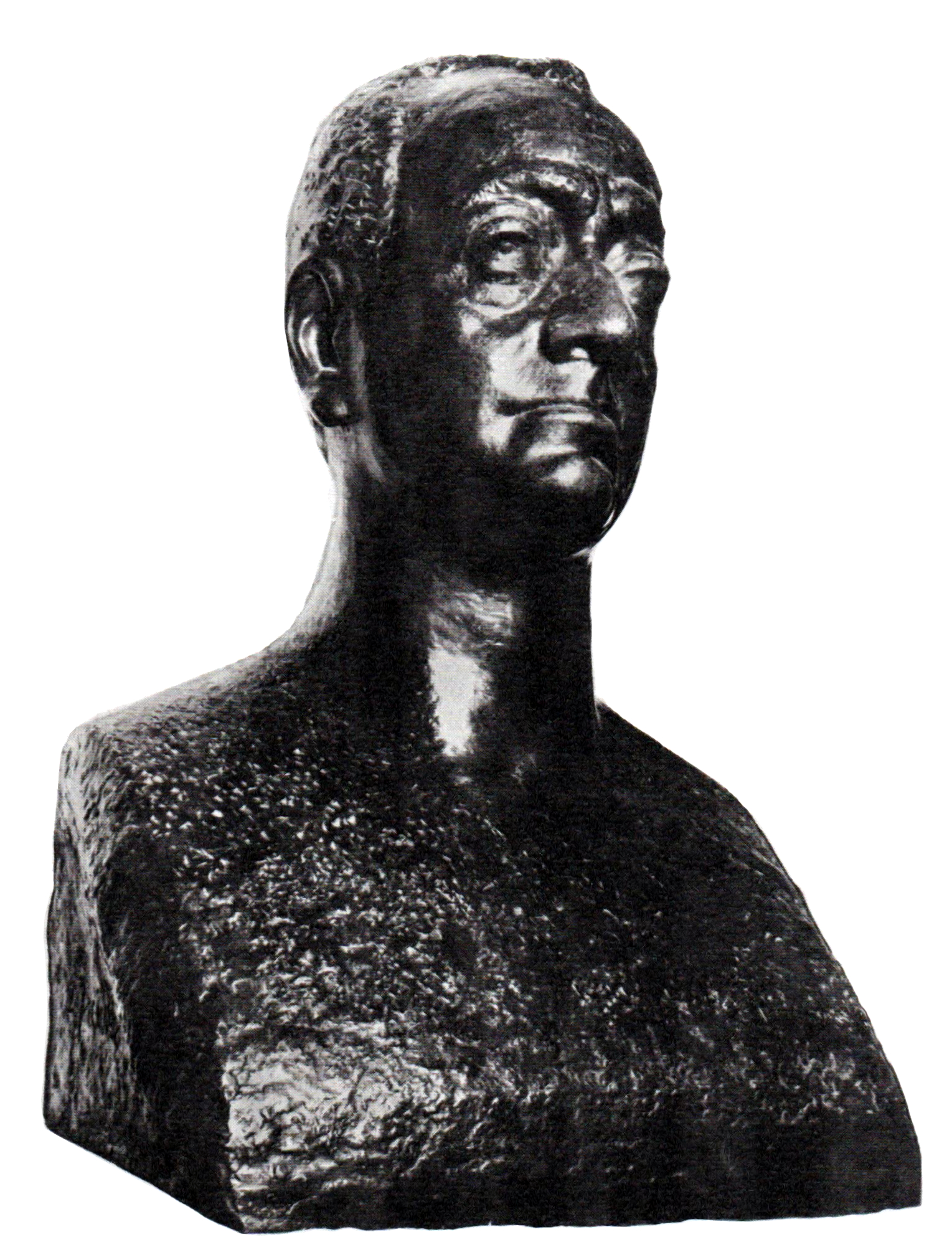
Constantin Nottara - de Dimitrie Paciurea

A fost elevul lui Ștefan Vellescu. În 1877, Nottara a început să joace pe scena Teatrului Național. Unul dintre pionierii școlii realiste de interpretare scenică, a aderat un timp la stilul romantic de joc, sub influența cerințelor vremii și sub îndrumarea lui Mihail Pascaly. A studiat la Conservatorul de Arta Dramatică și Lirică din București și la Teatrul Odeon din Paris, preluând la întoarcere la numai 24 de ani majoritatea rolurilor principale ale Naționalului.
Nottara s-a afirmat în roluri ca Shylock, Hamlet și Lear din teatrul shakespearean, Oedip din Oedip rege de Sofocle, Don Salluste din Ruy Blas de Hugo, bătrânul medic din Medicul în dilemă de Shaw, Ștefan Tipătescu din O scrisoare pierdută și Ion din Năpasta de Ion Luca Caragiale, Vlaicu din Vlaicu Vodă de Alexandru Davila, Ștefan cel Mare din Apus de Soare și Tudose din Hagi-Tudose de Delavrancea etc. În 60 de ani de scenă a jucat în aproximativ 700 de roluri de compoziție.
Contactul cu dramaturgia originală, îndrumarea lui Caragiale și colaborarea cu actori de orientare net realistă ca Aristizza Romanescu și Grigore Manolescu, l-au readus la vechea sa orientare realistă. Jocul lui Nottara profund emoționant, pus în valoare de un glas modulat caracteristic, și expresiv prin frazare, se întemeia pe construirea gândită și precisă a rolului, astfel încât nimic din interpretare să nu rămână nejustificat.
Nottara a avut o intensă activitate și ca director de scenă și profesor la Conservatorul dramatic din București. Printre elevii săi se numără actori de renume: Tony Bulandra, Velimir Maximilian, Ion Manolescu, Maria Ventura, Maria Filotti etc.
A locuit pe str. Câmpineanu, fostă Regală, în apropierea Teatrului Național bombardat în cel de-al Doilea Război Mondial și pe actualul Bulevard Dacia la nr. 105, unde s-a aflat până de curând casa memorială.
A decedat în 1935 și a fost înmormântat în Cimitirul „Sf. Vineri” din București.

## Galerie de imagini

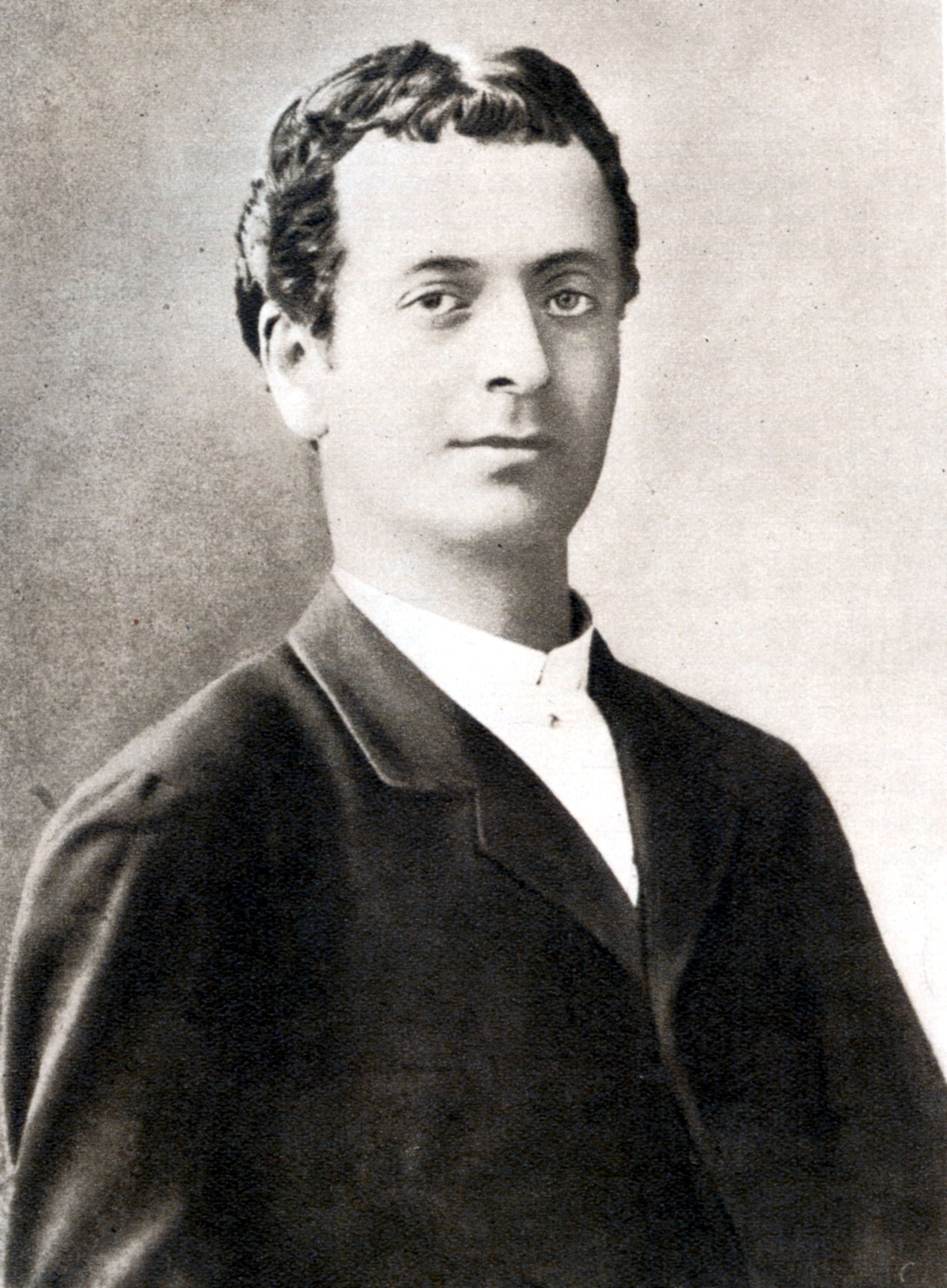
Actorul C.I. Nottara la sfârșitul secolului al XIX-lea
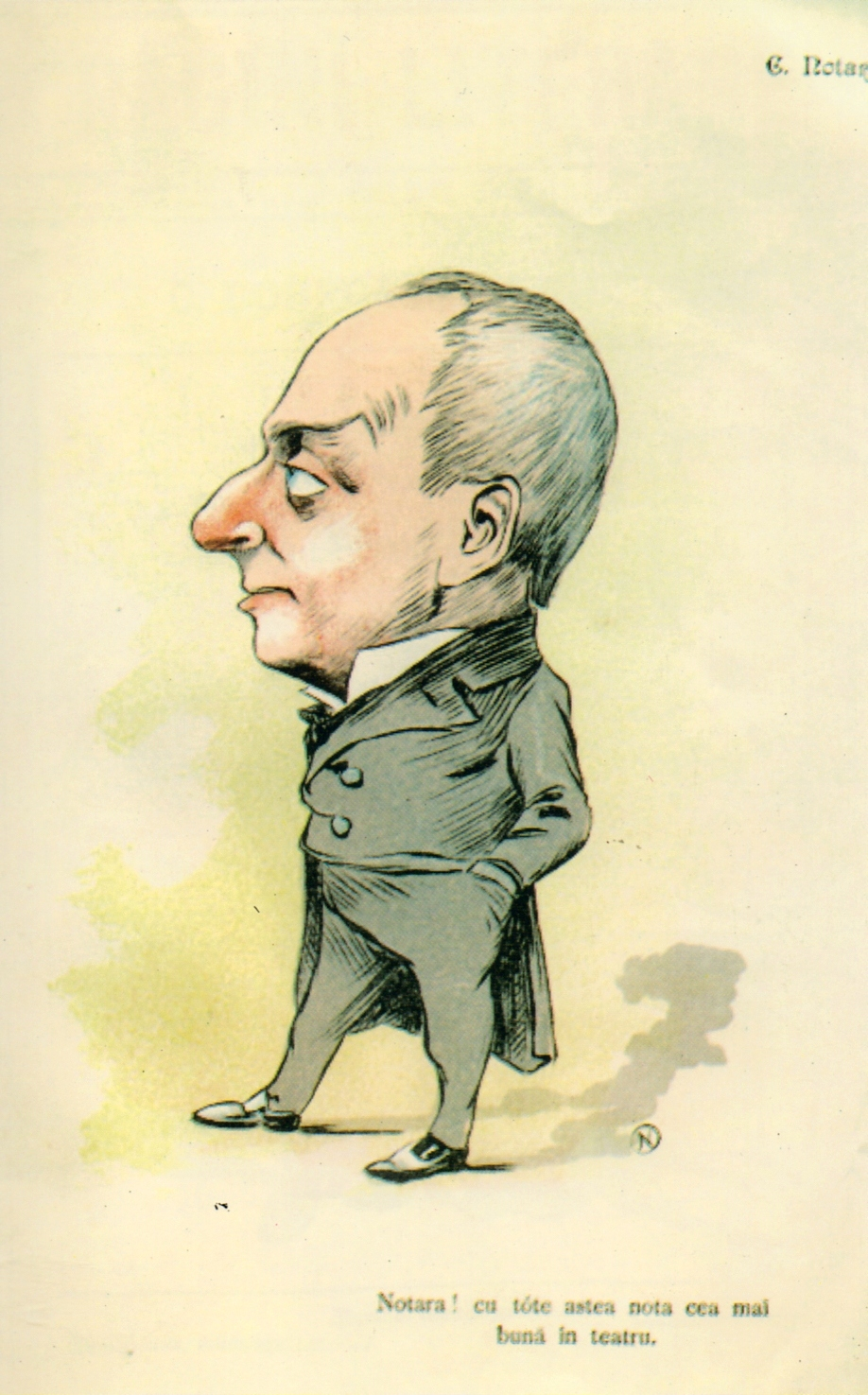
Constantin I. Nottara - caricatură de Nicolae S. Petrescu-Găină
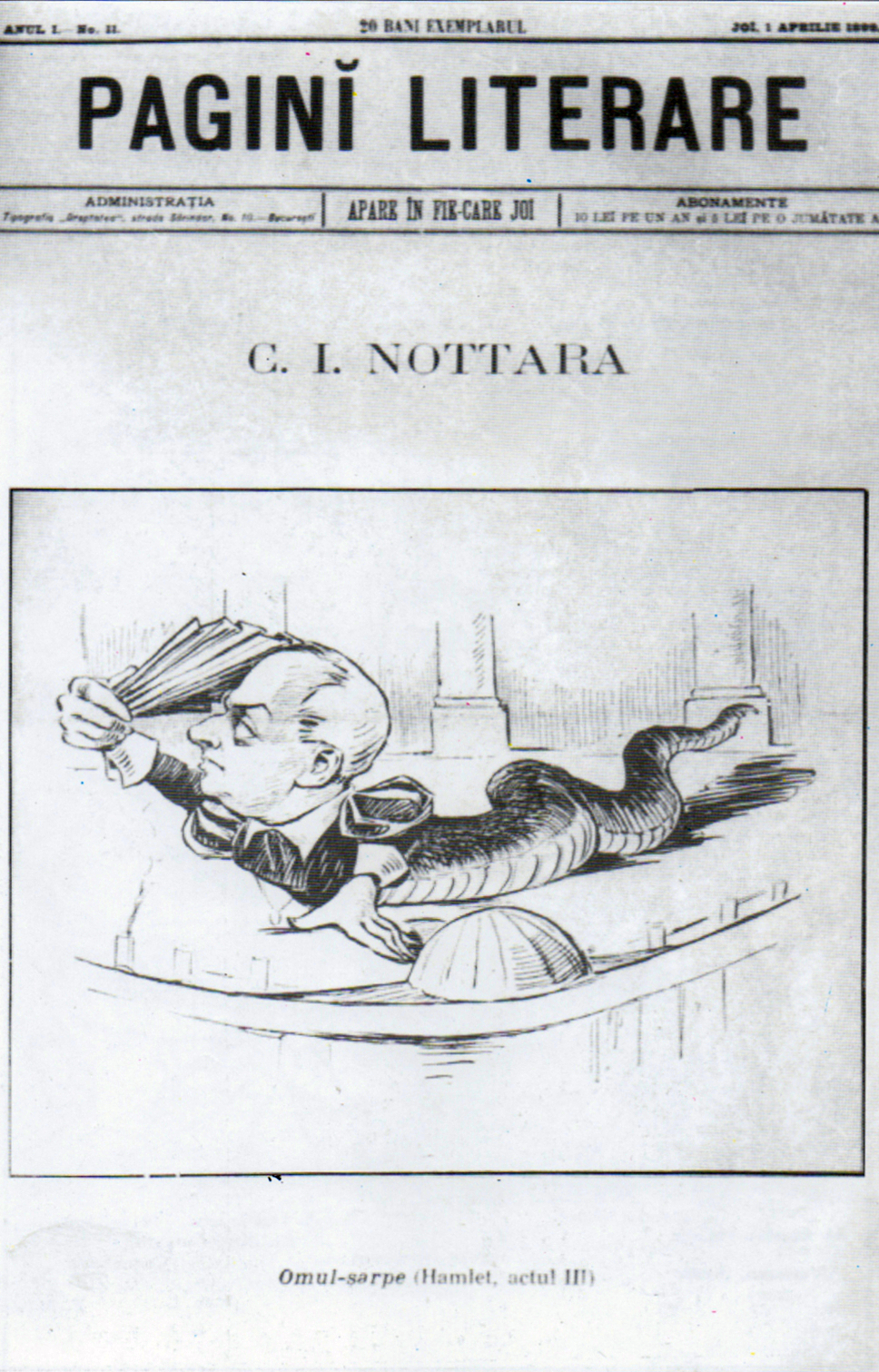
Omul șarpe (Hamlet, actul III), în Revista Pagini literare - caricatură de Nicolae S. Petrescu-Găină
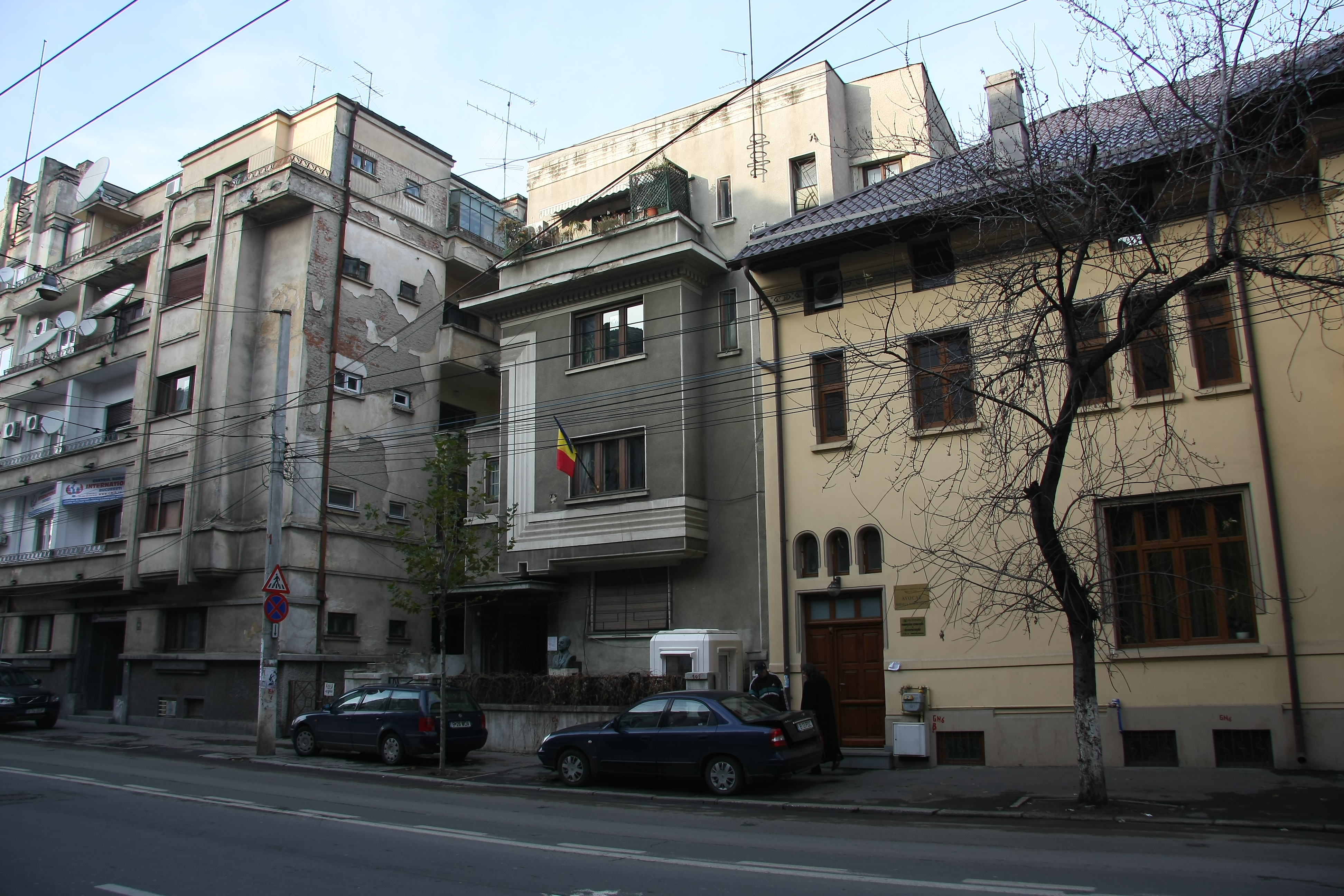
Casa unde a locuit actorul Constantin Nottara (1859-1935) și fiul acestuia, compozitorul Constantin C. Nottara (1890-1951)